# Ben (chanson)
Cet article concerne la chanson de Michael Jackson. Pour l'album du même chanteur, voir Ben.
Pour les articles homonymes, voir Ben.
Singles de Michael Jackson
Ain't No Sunshine
(1972) With a Child's Heart
(1973)
Ben est une chanson américaine de Michael Jackson composée par Walter Scharf sur des paroles de Don Black, extraite de la bande originale du film Ben et sortie en 1972. Elle est classée no 1 au Billboard Hot 100 puis reçoit le Golden Globe de la meilleure chanson originale en 1973 mais pas l'Oscar.

## Récompenses
- 1973 : Golden Globe de la meilleure chanson originale pour Michael Jackson (partagé avec Walter Scharf et Don Black).

## Versions
Enregistrée en anglais (sauf mentions contraires) par :
- Monty Alexander (instrumental)
- Gene Ammons (instrumental)
- Boyzone
- Cyril Cinélu
- Billy Cobham (instrumental)
- Ray Conniff
- Percy Faith (instrumental)
- Billy Gilman
- Crispin Glover (pour le générique de fin du film Willard)
- Jeff Hamilton (instrumental)
- Jennifer Love Hewitt
- The Impossibles
- Michael Jackson
- Paul Jeffrey (instrumental)
- André Kostelanetz (instrumental)
- Peter Nero
- Franck Pourcel (instrumental)
- Eoghan Quigg
- Jon Stevens
- Amanda Seyfried
- Hal Sparks (dans l'épisode 9 de la saison 2 de Queer As Folk : La Foi mène à tout)
- Sonny Stitt (instrumental)
- Connie Talbot
- Toots Thielemans (instrumental)
- Marti Webb
- Céline Dion  (durant son Hommage - Live à Vegas 2011)
- Chris Colfer  (dans l'épisode 11 de la saison 3 de Glee : Michael)